# Hermocópidas

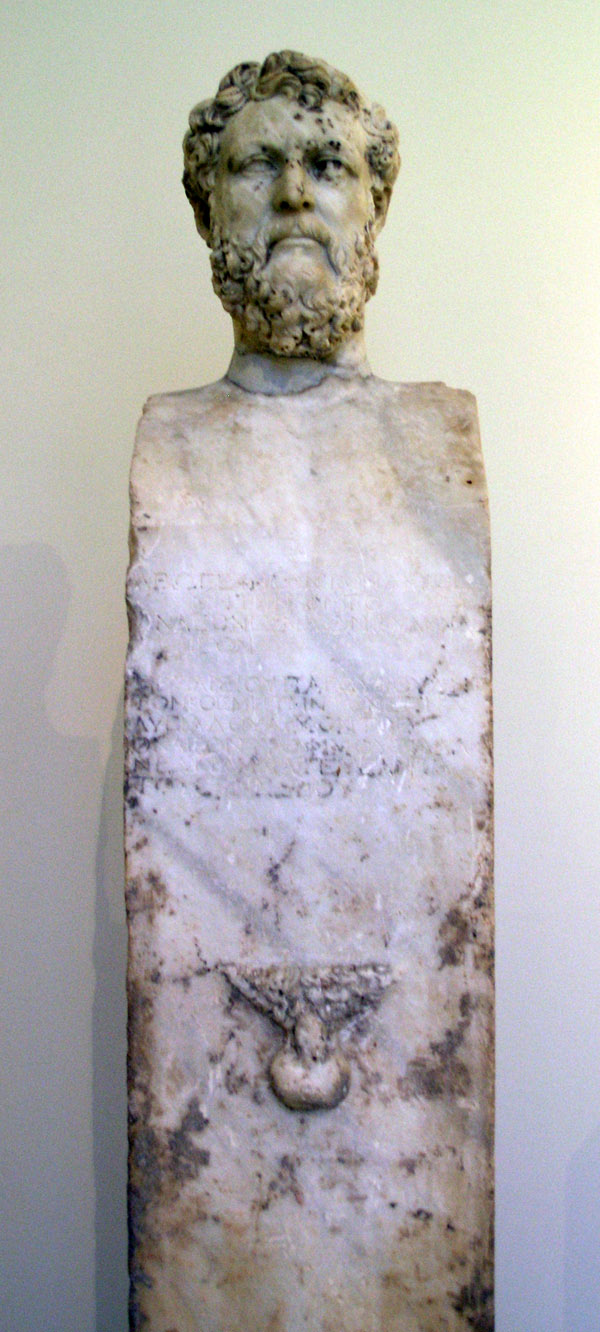
Ejemplo de estela hermaica, portando el retrato honorífico de un kosmétès, Onasos, de la época de Adriano, Museo Arqueológico Nacional de Atenas.

El caso de los Hermocópidas fue un escándalo religioso que sacudió a Atenas en 415 a. C., en plena guerra del Peloponeso.

## Caso

### Hechos
Poco antes de la leva de la flota ateniense que partía para Sicilia, al principio del mes de targelion (equivalente a mayo-junio), bajo el mando de Alcibíades, se descubrió que todos los hermai de la ciudad habían sido mutilados, salvo uno, el de la tribu Egeida. Los hermai eran representaciones toscas del dios Hermes, a menudo con la forma de un busto sobre un bloque cuadrangular. Su función era santificar y marcar los límites: umbrales, encrucijadas, etc. Tucídides informa de que los hermai que fueron encontrados «sufrieron en su mayoría una mutilación en el rostro en el curso de una sola noche (en griego περιεκόπησαν τὰ πρόσωπα)» (VI, 27, 1). La naturaleza de la mutilación permanece sujeta a debate: el nombre empleado, en griego πρόσωπον prósôpon, designa el rostro, pero los hermai estaban adornados de un falo erecto, en altorrelieve, constituyendo un blanco fácil para el vandalismo.
Algunos historiadores, como Jean Hatzfeld, Jacqueline de Romilly o Eva C. Keuls, estiman que se trata de una manera púdica de designar al falo. Se apoyan sobre todo en un pasaje de Lisístrata, una comedia de Aristófanes: cuando el coro entra, dotado de una formidable erección, es apostrofado por el corifeo, quien observa: «vamos, reemprended; volved a poneros vuestros mantos. Tendría que veros un mutilador de los Hermes.» Incluso en un fragmento de una comedia perdida de Frínico, uno de sus personajes, dirigiéndose a Hermes, declara: «Muy querido Hermes, no te caigas también: te castrarías, atrayendo así el escándalo» (fgt. 58).
Otros, como Edmond Lévy, subrayan que el verbo περικόπτω, perikóptô no designaría una «castración», y concluyen que se trata de un hermoso y buen rostro. De hecho, las excavaciones han permitido sacar a la luz hermai que tienen la nariz rota y el sexo quebrado, y un escolio del pasaje de Tucídides tiene en cuenta las mutilaciones en estos dos sitios.

### Investigación
https://fi.wikipedia.org/wiki/Rhegion
Corinto, metrópolis de Siracusa, es primero sospechosa, después descartada. El carácter metódico de la profanación elimina la hipótesis de un grupo de jóvenes ebrios. La tesis del complot se impone rápidamente, sin que se sepan los motivos, lo que lanza a la ciudad al pánico. Se teme que la democracia sea derribada en favor de una tiranía parecida a la de los Pisistrátidas.
Los magistrados ofrecen entonces una fuerte prima (100 minas) para alentar la denuncia. Según Tucídides (VI, 27, 2), se decreta que «quienquiera que [tenga] conocimiento de cualquier otro sacrilegio [debe] denunciarlo, sin temer por su persona, ya [sea] ciudadano, extranjero o esclavo».

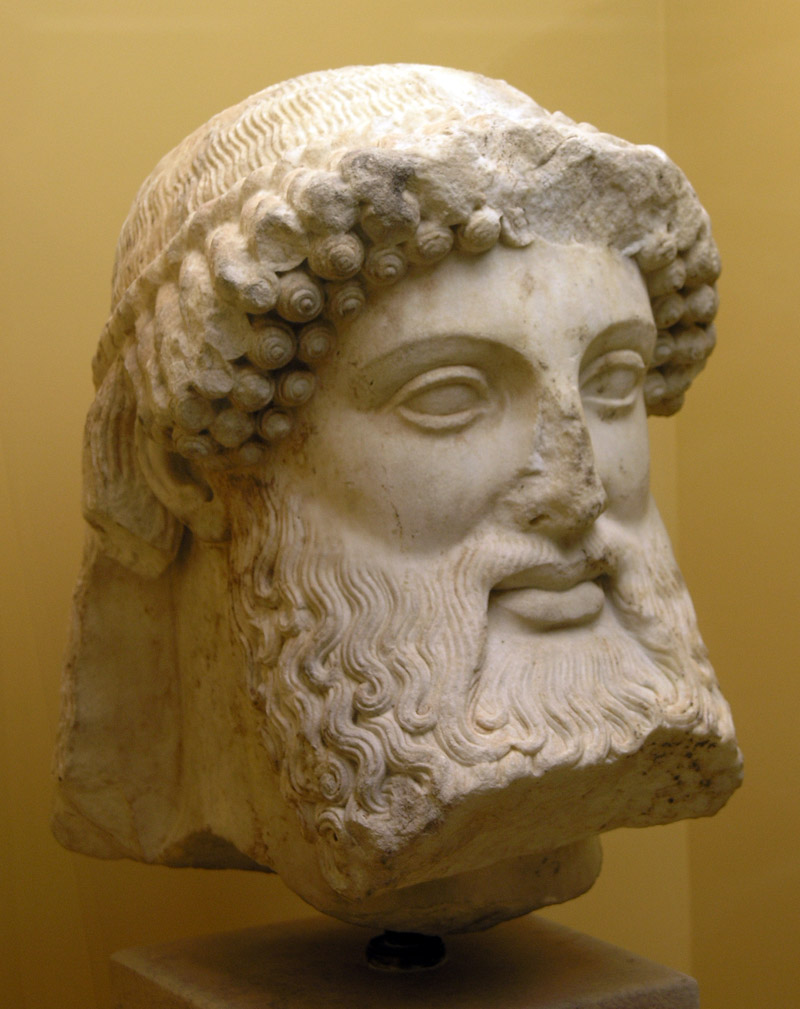
Cabeza de Hermes procedente de una estela hermaica, museo del Ágora de Atenas.

Es en esta ocasión cuando un esclavo denuncia una parodia de los misterios de Eleusis, en la cual habría participado Alcíbiades. A éste, que no había estado nunca mezclado en el escándalo de los hermocópidas, sus enemigos le ligan hábilmente a los dos casos, y las denuncias llueven. Un meteco llamado Teucro denuncia en total a 18 personas como hermocópidas, y 11 personas para la parodia de los Misterios. Un tal Dioclides informa que ha visto una aglomeración de unas 300 personas, repartidas en pequeños grupos, y de haber reconocido a 42, entre ellos algunos de los ciudadanos más importantes de Atenas. Se decreta el estado de alerta, los individuos preocupados huyen mientras que el pueblo toma las armas y arresta a los que no han podido fugarse.
Finalmente, la acusación de Dioclides es desmontada. Plutarco lo informa así en (Vida de Alcibíades, 20, 8):

«No había nada seguro ni sólido en las declaraciones de los denunciantes. Uno de ellos, a quien se le había preguntado cómo había reconocido los rostros de los Hermocópidas, respondió que fue gracias al claro de luna. Era absolutamente falso, debido a que el delito había tenido lugar con luna nueva».

Un nuevo golpe de efecto tuvo lugar entonces: entre los individuos arrestados figuran Leógoras y su hijo Andócides, el futuro orador. Para salvar su cabeza, denuncia a su hetería (grupo institucionalizado de amigos), acusación que coincide con la de Teucro. El caso de los hermocópidas concluye así: de los culpables, todos han podido huir; Andócides, a pesar de la promesa de impunidad, es exiliado conforme a la ley de impiedad. Tucídides, sin embargo, guarda dudas sobre este hecho.
Hasta ahora, ninguna solución definitiva ha sido aportada al caso. La mayoría de los historiadores lo ven como una parte de la población ateniense, opuesta a la expedición a Sicilia. Para la historiadora americana Eva C. Keuls, los responsables son más bien las mujeres atenienses. Según esta controvertida hipótesis, ellas habrían aprovechado la libertad relativa conferida por la celebración de las Adonia y se habrían inspirado en los rituales dionisiacos ligados a la castración para protestar contra el machismo reinante en Atenas.

## Etimología
La palabra «Hermocópida» (en griego Ἑρμοκοπίδης, Hermokopídês, del verbo κόπτω, kóptô, «golpear, derribar golpeando») significa «mutilador de Hermes». Es utilizada también por Plutarco en su Vida de Alcibíades más que por Aristófanes en Lisístrata (v. 1094), como alusión cómica.